# 정태섭 (미술가)
정태섭(鄭台燮, 1954년 6월 12일 ~ )은 대한민국의 영상의학과 전문의 겸 문화평론가이자 텔레비전 진행자 및 저술가 겸 엑스레이 미술가 및 사회기관단체인이다.
그의 본관은 해주(海州)이며 그의 본적은 경상남도 하동군 옥종면에 위치한 농포 정문부 선생 자손의 집성촌이다.

## 이력
정태섭 교수는 뇌신경영상의학 전문의로 뇌, 척추 및 두경부영상분야에 다수의 국제적 논문업적을 발표하였으며 최근 관심영역을 의학뿐만 아니라 과학, 예술과 인문학에까지 확장하고 있다. 2003년 문화평론가로 첫 입문하였고 2004년부터 2006년까지 과학프로그램 진행자로 MBC TV에서 어린이 과학 프로그램 《아하 그렇구나!》의 진행MC를 하였으며 이후 2007년 엑스레이 미술가로 첫 입문한 그는 엑스레이 아트(X-Ray Art)의 창시자로 일컬어지며 작품은 초중고등학교 미술교과서7종과 초등4학년2학기 과학교과서에 수록되어있다. 현재 영상의학과 전문의이며 연세대학교 의과대학 강남세브란스병원에서 재직하다 정년퇴임 후 가톨릭관동대학교 국제성모병원에서 진료 중이다.

## 경력
그는 연세대학교 의과대학(1973-1979년)를 학사 학위하였으며 연세의료원 영상의학과에서 전공의 과정후 전문의를 취득하였다(1980-1983년). 1987년 군예편후 연세대학교 강남세브란스병원 영상의학과 전임강사발령 및 현재 교수로 재직중이다. 도중에 미국 펜실베니아의과대학(1992-1993년)에 연구교수로 있었다. 그후 그는 과학의 일반화, 과학과 예술의 융합및 과학과 인문학의 교류에 대한 시도를 하고 있다. 
이외의 경력은 다음과 같다.
- 연세대학교 강남세브란스병원 영상의학과장 (2010년-현재)
- 대한자기공명의과학회장 (2010-2012년)
- 대한신경두경부영상의학회 회장 (2009-2011년)
- 국제자기공명혈관촬영학회 조직위원장 (2010년)
- 대한핵의학전문의 취득 (1997년)
- 방사성동위원소취급자특수면허 (1987년)
- 대한방사선종양학전문의 취득 (1983년)
- 대한영상의학전문의 취득 (1983년)

### 학회 활동
- 국내학회 가입 사항 (현재): 대한영상의학회 (1983년- ), 대한자기공명의과학회 (1996년- ), 대한신경두경부영상의학회 (1987년- )
- 국외학회 가입 사항 (현재): Radiological Society of North America (RSNA) (1989년- ), International Society of Magnetic Resonance Imaging (ISMRM) (1997년- ), International Magnatic Resonance Angiography Meeting (1999년- )

## 의학적 주요 관심분야
의학적 전문분야가 뇌 척추 및 두경부 영상의학이며 해당분야의 MRI를 이용한 임상과 실험연구를 주로 하고 있다. 주요 내용은 EBS TV 명의 204회 (2011.05.06)를 통해 소개되었다. 
- 자기공명영상을 이용한 뇌기능의 실험 및 연구
- 자기공명영상을 이용한 뇌혈관의 실험 및 연구
- 자기공명영상을 이용한 척추영상의 실험 및 연구

### 대표 논문
- Tae-Sub Chung, Hea-Eun Yang, Sung Jun Ahn, Jung Hyun Park. Herniated lumbar disks: Real-time MR imaging during continuous traction. Radiology 2015;275:755-762
- Eun-Suk Cho, Tae-Sub Chung, Sung Jun Ahn, KyoungHoon Chong, Jang Hun Baek, Sang Hyun Suh. Cerebral Computed angiography using a 70kVp protocol: improved enhancement with a reduced volume of contrast medium and radiation dose. Eur Radiol 2015;25:1421-1430
- Soo-Hee Choi, Hyeongrae Lee, Tae-Sub Chung, Kyung-Min Park, Young-Chul Jung, Sun I Kim, Jae-Jin Kim.  Neural Network Functional Connectivity During and After an Episode of Delirium. Am J Psychiatry. 2012;169(5):498-507
- Eun-Suk Cho, Tae-Sub Chung, Dae Kun Oh, Hyun Seok Choi, Sang Hyun Suh, Hyeon-Kyeong Lee, Kyung Hee Lee.  Cerebral Computed Tomography Angiography Using a Low Tube Voltage (80kVp) and a Moderate Concentration of Iodine Contrast Material.  Investigative Radiology.  2012;47(2):142-147
- Ah Young Park, Tae-Sub Chung, Sang Hyun Suh, Hyun Seok Choi, Yun Hee Lee.  Asymmetric Dilatation of Virchow-Robin Space in Unilateral Internal Carotid Artery Steno-Occlusive Disease. J Comput Assist Tomogr. 2011;35(2):298-302
- Young-Jun Lee, Tae-Sub Chung, Yoon-Chul Rhim, Sang-Hyun Suh, Thomas K.F. Foo.  Echocardiogram-Gated Computed Tomographic and Magnetic Resonance Angiographies for the Detection of Pulsatile Expansion at the Intracranial Arterial Bifurcation. J Comput Assist Tomogr. 2010;34(6): 842-846
- Yoo Jin Hong,Tae-Sub Chung, Sang Hyun Suh, Chul Hwan Park, Geetanjali Tomar, Kwon Duk Seo, Keung Sik Kim, In Kook Park. The angioarchitectural factors of the cerebral developmental venous anomaly; can they be the causes of concurrent sporadic cavernous malformation? Neuroradiology. 2010;Oct;52(10):883-91
- Park CH, Tae-Sub Chung, Kim DJ, Suh SH, Chung WK, Cho YE. Evaluation of intrasyrinx fluid motion by spatial modulation of magnetization magnetic resonance imaging in syringomyelia with long term follow up: A predictor of postoperative prognosis? J Comput Assist Tomogr. 2008 Jan/Feb;32(1):135-140
- Tae-Sub Chung, Young-Jun Lee, Won-Suk Kang, Sei-Kwon Kang, Yoon-Chul Rhim, Bveong-Gyu Yoo, In Kook Park. Clinical and Experimental Investigation of Pseudoaneurysm in the Anterior Communicating Artery Area on 3-Dimensional Time-of-Flight Cerebral Magnetic Resonance Angiography. J Comput Assist Tomogr 2004;28(3);414-421
- Tae-Sub Chung, Lee Y-J, Kang S-W, Park C-J, Kang W-S, Shim Y-W. Evaluation of the Reducibility of Herniated Cervical Disks by MR Imaging During Cervical Traction with A Non-magnetic Traction Device. Radiology 2002;225:895-900

## 인문학과 과학의 융합적 주요 관심분야
그는 세종대왕의 업적중 과학적인 업적에 많은 관심을 가지며 특히 장영실, 이천, 이순지,노중례, 정초등 당시의 과학적 업적을 현대과학으로 재조명하고자 노력중이다. 특히 훈민정음의 발성시 발성기관을 현대 영상의학으로 해석하고자 시도중이다. 또한 장영실, 이순지의 천문학적 발전을 오늘날 청소년들에게 계승하게하고자 강남세브란스병원 정원에서 소아환자와 강남지역 청소년을 대상으로 천체관측행사를 13년간 시행하였으나 (1996년-2008년) 최근 주변 도시화의 진행과 고층아파트의 증설으로 중지되었다. 
전국 어린이과학교육에 참여하기 위하여 MBC TV '아하! 그렇구나' 어린이과학프로그램의 방송진행을 2년간 (2004년-2006년)하였다.
2006년도 고액권발행전시점에 '고액권에 우리 과학자(장영실)초상올리기 추진위원회'를 결성하여 전국적인 과학분위기를 고무시켰다.
2008년부터 세종대왕기념사업회 활동에 참여하여 국민과학운동에 이바지하고 있다. 

### 사회 활동
- 2008년 5월 세종대왕기념사업회 상무이사(과학담당)
- 2015년 7월 세종대왕기념사업회 부회장(과학담당)

## 예술과 과학의 융합적 주요 관심분야
그는 과학, 의학과 예술의 새로운 융합 예술으로 X-ray art를 시작하여 2007년 3월 광화문 갤러리정에서 첫 전시회를 가진후 2015년11월 현재 개인전16회 단체전및 아트페어 130회등 전시회를 가졌다. 개인전중 2012 프랑스 파리를 시작으로 모스크바 박물관등 해외에서 개인전을 5회하였다. 2014년도 홍콩 소버린예술재단에서 아시아작가 30인중에 선정되었다. 그의 작품은 과학과 예술의 융합예로 초중고등미술교과서 7종과 초등4학년2학기 과학교과서1종에 수록이 되어 국민교육에 도움이 되고 있다. 2016년 KBS2 TV "태양의 후예"드라마에서 배경그림으로 이용되었다.  

### 주요 개인전 이력
- 2015년  The art over the vision. Timiryazev National Museum, Moscow, Russia
- 2014년  About invisible things, Novosibirsk state art museum, Russia
- 2012년   Opera in nature, 인사아트센타, 서울
- 2011년    New Horizons of X-ray Art, AUP Gallery, Paris, France
- 2009년     Ximage: 사진기 없는 사진전, 인사아트센타, 서울

### 교과서등재목록
- 2014.09 ㈜비상 초등학교미술교과서 5_6학년 -102p
- 2014.09 한국과학창의재단 초등국정과학디지털교과서 4학년2학기
- 2014.09 교육부 초등국정과학 4학년2학기 -123P
- 2014.03 ㈜미진사 고등미술 -82p
- 2014.03 ㈜미래엔 고등미술문화 -112p
- 2013.03 ㈜미래엔 중학교미술 -190p
- 2013.03 ㈜천재교과서 중학교미술 -76p
- 2010-2  ㈜미래엔 중학교미술 -83p

### 주요 작품소장처
- 국립현대미술관 미술은행
- 서울시립미술관
- 신촌.강남세브란스병원 등

### 주요 작품(X-Ray Art Picture)
- 《꽃의 빅뱅》
- 《향연》
- 《꿈꾸는 튤립》
- 《입 속의 검은 잎》
- 《우주 넘어》
- 《우주 넘어 M51》
- 《우주 넘어 M104》
- 《땅콩의 지혜》
- 《생명의 시작》
- 《바이올린 위의 선율》등 70여종

## 학력
- 1979년 연세대학교 의과대학 의학사
- 1982년 연세대학교 의과대학원 의학석사
- 1997년 인제대학교 의과대학원 의학박사

## 저서
- 척추영상의학 (대표편집저자). 고려의학, 서울, 2015
- 아하박사님 과학하고 놀기. 지성사, 서울, 2005